# 6,7
《'6,7'》은 대한민국 2인조 여성그룹 다비치의 4번째 미니앨범이다. 앨범은 판매하지 않았고 음원으로만 발표했다. 코어콘텐츠미디어(현 MBK 엔터테인먼트)와 계약이 끝난 후 마지막으로 작업한 앨범이고, 음악방송 활동을 하지 않았다. 수록곡은 '헤어졌다 만났다'를 6월 5일, '팔베개'를 6월 19일, '움직이지마'를 7월 4일에 각각 따로 발표했다.

## 앨범 수록곡
| #  | 제목                   | 작사        | 작곡                            | 편곡   | 재생 시간 |
| -- | ---------------------- | ----------- | ------------------------------- | ------ | --------- |
| 1. | 〈헤어졌다 만났다〉    | 용감한 형제 | 용감한 형제, 똘아이박           |        | 3:06      |
| 2. | 〈움직이지마〉         | 용감한 형제 | 용감한 형제, 코끼리왕국, 이정민 |        | 3:45      |
| 3. | 〈팔베개〉             | 전해성      | 전해성                          | 전해성 | 3:43      |
| 4. | 〈움직이지마 (Inst.)〉 |             | 용감한 형제, 코끼리왕국, 이정민 |        | 3:45      |
| 5. | 〈팔베게 (Inst.)〉     |             | 전해성                          | 전해성 | 3:43      |